# Obernberg am Inn
Obernberg am Inn – gmina targowa w Austrii, w kraju związkowym Górna Austria, w powiecie Ried im Innkreis. Do 1779 roku miejscowość należała do Bawarii.

## Zabytki
- zabudowa rynku - w szczególności trzy kamienice zbudowane przez Johanna Baptista Modlera
- Kościół pw. Świętej Wieczerzy Pańskiej (Zum Heiligen Abendmah)z XVI-wieczną drewnianą grupą rzeźbiarską
- XII-wieczny zamek Obernberg